# Triclistus inti
Triclistus inti – gatunek błonkówki z rodziny gąsienicznikowatych i podrodziny Metopiinae.
Gatunek ten został opisany w 2013 roku przez Mabel Alverado i Alexandra Rodrigueza-Berrio na podstawie samca i samicy, odłowionych w 2007 roku. Epitet gatunkowy oznacza „słońce” w języku keczua.
Błonkówki te mają głowę czarną z żółtawokremowymi głaszczkami oraz brązowawymi: trzonkami i nóżkami czułków. Biczyk czułka składa się z 25 członów, z których drugi jest 2,3–2,5 razy dłuższy niż szeroki. W widoku grzbietowym głowę charakteryzują równomiernie zwężone i lekko zaokrąglone za oczami policzki. Twarz jest wypukła. Nadustek ma prostą krawędź. Warga górna jest niewidoczna przy zamkniętych żuwaczkach. Długość powierzchni malarnej wynosi 0,9 szerokości nasady żuwaczki. Mezosoma jest czarna z kremowożółtawymi tegulami, w większości gładka, błyszcząca i delikatnie punktowana. Tarcza śródplecza jest wypukła. Pozatułów jest dość krótki, w widoku bocznym równomiernie opadający ku tyłowi, wyposażony w tylną listewkę poprzeczną, ale pozbawiony podłużnych listewek środkowo-bocznych. Skrzydła są przezroczyste, z brązowymi pterostygmami. Te przedniej pary mają 4,5 mm długości i wyposażone są w żyłkę 3rs-m (trzecią żyłkę poprzeczną łączącą sektor radialny i żyłkę medialną). Odnóża są żółtawe z brązowawymi: tylnymi biodrami, krętarzykami, nasadami ud, wierzchołkami goleni i stopami. Metasoma jest czarna. Pierwszy jej tergit pozbawiony jest listewek środkowo-bocznych, ma gładki wierzch z izolowanymi szczecinkami, a długość drugiego jej tergitu wynosi 0,8–0,9 jego szerokości z tyłu.
Owad neotropikalny, endemiczny dla Peru, znany tylko z lokalizacji typowej: San Pedro w Valle de Qosñipata, w regionie Cuzco, na wysokości 1520 m n.p.m.